# غفعات برينر
غفعات برينر هو كيبوتس في المنطقة الوسطى بفلسطين (إسرائيل) ويقع كيلومترين جنوب رحوفوت تحت ولاية مجلس برينر الإقليمي. أسست في عام 1928 على أراضي تابعة لقرية زرنوقة الفلسطينية. إبان الحرب العالمية الثانية زودت غفعات برينر الجيش البريطاني بمنتجات مثل المربى. سميت بهذا الاسم تكريماً للكاتب يوسف حاييم برينر الذي اغتيل خلال اضطرابات يافا.

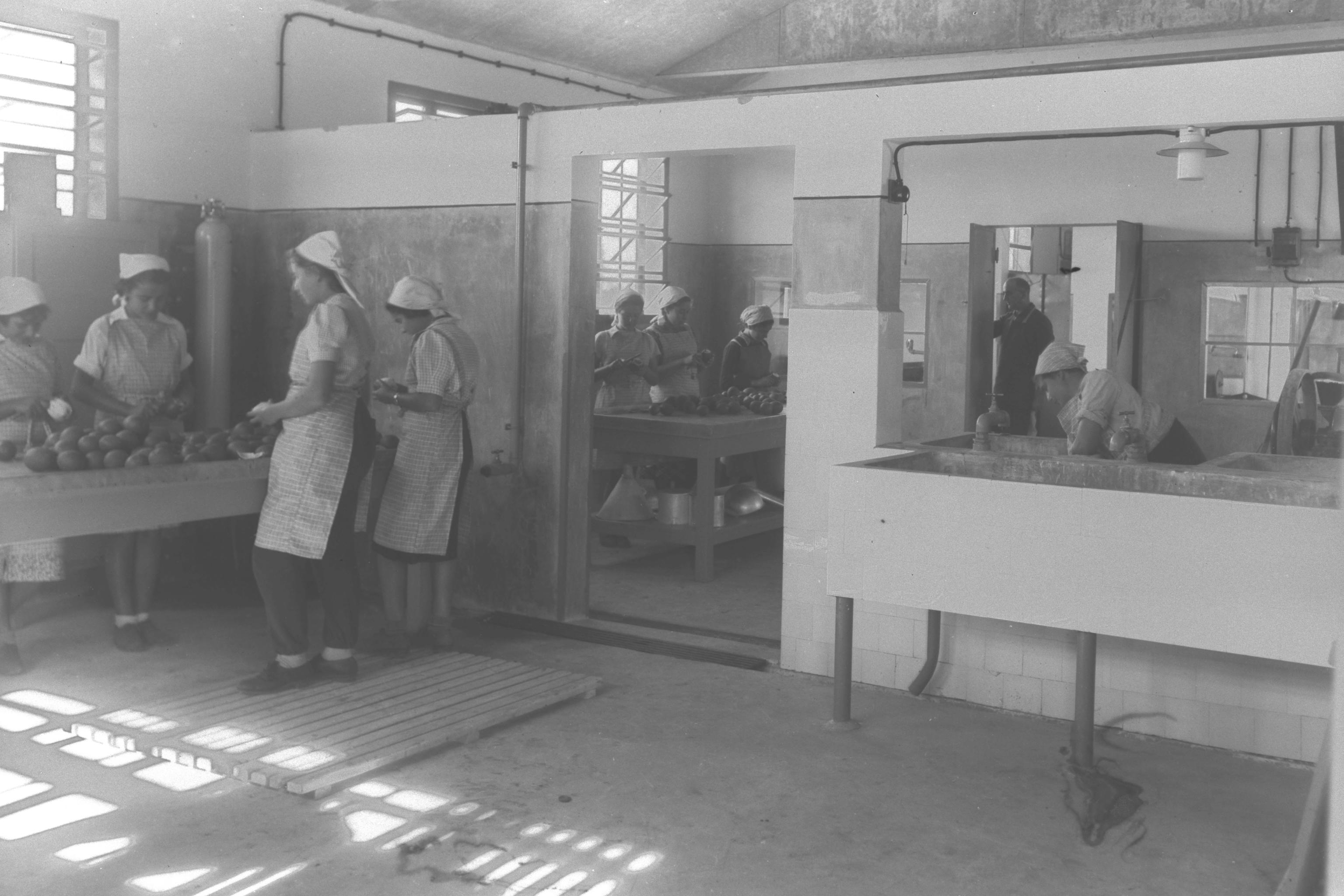
مصنع تعليب المواد الغذائية في الكيبوتس عام 1939